# Högsvenska
Högsvenska, finlandssvenskt högspråk eller standardfinlandssvenska är det finlandssvenska standardspråket.
Begreppet högsvenska kom under 1900-talet att användas huvudsakligen om en finlandssvenska som är fri från finlandismer, i synnerhet fennicismer. Det står i motsats till finlandssvenska dialektala drag – en svenska som "höjer sig" över lokalt präglade språkdrag. Denna betydelse skulle med modern språkvetenskaplig terminologi kunna kallas finlandssvenskt standardspråk, men ordet lever kvar genom sin särskilda relevans för finlandssvenskans språkhistoria.
I Sverige kan ordet i stället ibland användas för att beskriva en medvetet formell, skriftspråklig eller litterär stil, till exempel om blandningen av högsvenska, bibelspråk och dialekt i romaner av Sara Lidman och P.O. Enquist.
Betydelsen av begreppet högsvenska förändrades under 1900-talet. I Bonniers konversationslexikon tryckt på 1930-talet anges högsvenska vara liktydigt med svenskan som den talas i Sverige, i motsats till finlandssvenskan. Numera används för den betydelsen ordet "rikssvenska".

## Hugo Bergroths bok Högsvenska
Finlandssvensk högsvenska normerades i praktiken i och med en bok av Hugo Bergroth kallad just Högsvenska (1918). Möjligen influerade av kraftigt normerande stämningar från finska språkvårdares sida, blev de svenska modersmålslärarna i Finland mycket noga med att i Bergroths anda utrota både fennicismer och dialektala finlandismer. Den svenska som Bergroth beskrev är dock en historisk språknorm som inte längre är aktuell. Kanske fick den sitt tydligaste uttryck i scenspråket på Svenska Teatern i Helsingfors, som länge ansågs behöva ge den talade högsvenskan en norm. Eftersom teatern ligger vid Skillnaden och språket inte liknade något annat talat språk kallades det "skillnadska". Idag har den normerande funktionen övertagits av etermedia.
Begreppet högsvenska har blivit känslomässigt laddat, särskilt utanför Helsingfors, och många tar avstånd från både begreppet och fenomenet. Artikulerade kritiker kan karakterisera försöken att normera de finlandssvenska elevernas uttal och ordförråd som uttryck för storstadscentrering eller överklassfördomar.
Numera hyllas inte högsvenska som ett ideal att eftersträva i alla språksituationer. Man anser snarare att finlandismer kan accepteras (och behövas) i informell kommunikation mellan finlandssvenskar men bör hanteras med försiktighet i mer officiellt språkbruk och givetvis särskilt om man vill kommunicera besvärsfritt med folk i Sverige. Emellertid har svenskans hotade överlevnad, speciellt i Helsingfors, lett till ett allmänt instämmande i Bergroths uppfattning att finlandssvenskan bör följa den rikssvenska språknormen i görlig mån. Som avgjort olämpliga bedöms direkta fennicismer, det vill säga lånord från finskan, felaktiga grammatikaliska former, och uttryck som kopierar motsvarande finska uttryck.

De avgörande frågorna är vilka slags provinsialismer man kan tillåta sig, i vilka sammanhang, och hur noga finlandssvenskar måste följa språkutvecklingen i Sverige. En princip, som ofta citeras, är Bergroths: 
| ” | Tycker sig en författare inte kunna undvara ett visst ord, eller menar han att ett visst uttryck förlänar framställningen en särskild kraft eller en viss avsedd färg, så frågar han nog inte efter om uttrycket är högsvenskt eller finländskt. [...] Vi kunna någon gång tillåta oss att skriva finländska av princip; men vi få inte göra det av håglöshet, och vi böra inte göra det av okunnighet. | „ |